# Juan II de Zamora
Juan fou un religiós lleonès, que fou bisbe de Zamora aproximadament entre els anys 970 i 985.
És esmentat per Gil González Dávila, diu que vivia l'any 970 i morí vers el 986. Per la seva banda, Enrique Flórez diu que totes les escriptures on apareix Juan són del temps del rei Ramir III de Lleó, i que apareixen reiteradament des de 970 a 979, on el bisbe s'intitulà tant de Zamora com de Numància, com era habitual en aquell època en què s'identificava erròniament l'antiga ciutat hispànica amb la Zamora medieval, i feia que les bisbes de Zamora utilitzessin ambdues nomenclatures. Tant Prudencia de Sandoval com Fernando Fulgosio diuen que les seves escriptures apareixen fins al 983; el segon li atribueix un episcopat de tretze anys, però contempla la possibilitat que ocupés durant més anys el càrrec, fins a l'aparició del seu successor, Salomón.